# Thường Thới Hậu A
Thường Thới Hậu A là một xã thuộc huyện Hồng Ngự, tỉnh Đồng Tháp, Việt Nam.

## Địa lý
Xã Thường Thới Hậu A nằm ở phía bắc huyện Hồng Ngự, có vị trí địa lý:
- Phía đông giáp xã Thường Lạc
- Phía tây giáp xã Thường Phước 1
- Phía nam giáp xã Thường Phước 2
- Phía bắc giáp tỉnh Prey Veng, Campuchia với ranh giới là sông Sở Thượng.

Xã có diện tích 13,62 km², dân số năm 1999 là 6.333 người, mật độ dân số đạt 465 người/km².

## Lịch sử
Xã Thường Thới Hậu A được thành lập vào ngày 22 tháng 4 năm 1989 trên cơ sở tách 1.296 ha diện tích tự nhiên và 6.641 người của xã Thường Thới Hậu cũ.